# Baird-ruit
De Baird-ruit is een type tartan, een geruite wollen stof, afkomstig uit Schotland. Deze ruit werd voor het eerst geregistreerd in het werk van Johnston in 1906 en een staal van waarschijnlijk rond dezelfde tijd is in handen van de Highland Society in Engeland. De drie paarse evenwijdige lijnen, waren toen nog rood. 

## Geschiedenis
De naam Baird komt van het woord bard, wat dichter betekent. Volgens een legende zou de stamvader van de bairds, koning William de Leeuw van een everzwijn hebben gered en werd hij beloond met een stuk grond en een titel. De familie werd voor het eerst geregistreerd in Lanarkshire, maar in de 14e eeuw leefden de meesten in de Lothians en Aberdeenshire.
Volgens een profetie van Thomas the Rhymer zouden er adelaars zijn op het landgoed van Auchmeddan, zolang daar ook een Baird aanwezig is. De profetie kwam ook uit. De adelaars nestelden gewoonlijk op het landgoed, maar ze vertrokken toen het landgoed overging naar de Graven van Aberdeen en kwamen weer terug toen de familie terugkeerde, door een huwelijk tussen de dochter van William Baird van Newbyth en de oudste zoon van Lord Haddow. De adelaars vertrokken later weer, toen het landgoed overging naar de familie Gordon. Daarom hebben de Bairds ook een adelaar in hun wapen.